# One Shot
One Shot – drugi minialbum południowokoreańskiej grupy B.A.P, wydany 12 lutego 2013 roku przez wytwórnię TS Entertainment. Płytę promowały single „One Shot” oraz wcześniej wydany „Rain Sound” (kor. 빗소리). Sprzedał się w nakładzie 87 854 egzemplarzy w Korei Południowej (stan na kwiecień 2014 r.).

## Lista utworów
| Nr | Tytuł                                                        | Słowa                                  | Muzyka                  | Czas |
| -- | ------------------------------------------------------------ | -------------------------------------- | ----------------------- | ---- |
| 1. | "Punch"                                                      | Marco, Jeon Da-woon, Bang Yong-guk     | Marco, Jeon Da-woon     | 3:29 |
| 2. | "One Shot"                                                   | Kang Ji-won, Kim Ki-bum, Bang Yong-guk | Kang Ji-won, Kim Ki-bum | 3:55 |
| 3. | "Rain Sound (kor. 빗소리 (Rain Sound) Bis-soli (Rain Sound)) | Kang Ji-won, Marco, Bang Yong-guk      | Kang Ji-won, Marco      | 3:24 |
| 4. | "Coma"                                                       | Kang Ji-won, Kim Ki-bum, Bang Yong-guk | Kang Ji-won, Kim Ki-bum | 3:28 |
| 5. | "0 (Zero)"                                                   | Park Su-seok, iNoo, Bang Yong-guk      | Park Su-seok, iNoo      | 3:25 |

## Notowania
| Lista                    | Pozycja |
| ------------------------ | ------- |
| Gaon Weekly Album Chart  | 2       |
| Gaon Monthly Album Chart | 4       |
| Gaon Yearly Album Chart  | 26      |
| Five Music (Tajwan)      | 1       |